# Landingsmonument (Westkapelle)
Het Landingsmonument in Westkapelle, ook Monument voor de 4e Commando Brigade, lokaal bekend als De Tank, is een Nederlands oorlogsmonument gelegen in Westkapelle, Zeeland.

## Beschrijving

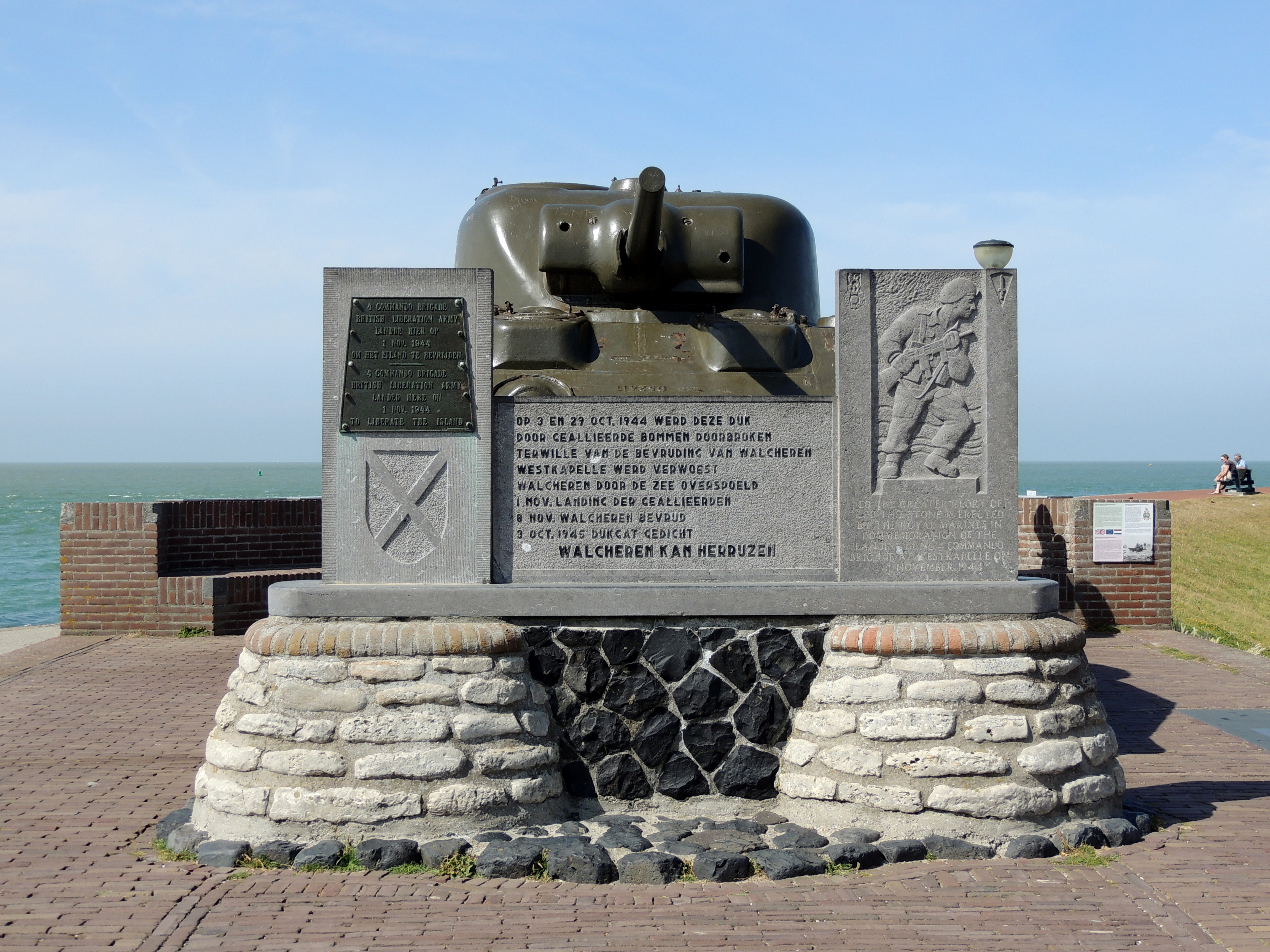
Vooraanzicht van de Sherman tank met ervoor de gedenksteen

Het monument bestaat uit een gerestaureerde M4A4 Sherman Crab-tank en een gedenksteen, allebei rustend op een ondergrond van basaltsteen. De tank werd gebruikt door het Britse regiment 1st Lothians and Border Horse, die op 1 november 1944 bij Westkapelle aan land kwamen.
Voor de tank is een gedenksteen geplaatst. De steen bestaat uit drie delen: links een plaquette met daaronder in reliëf een heraldisch wapen, in het midden een tekst gedenkende de verwoesting van Westkapelle en Walcheren, en rechts in reliëf een soldaat met geweer met daaronder een tekst gedenkende de 4e Commando Brigade. De gedenksteen is geplaatst op een voetstuk van keien.

### Tekst gedenksteen
De tekst op de plaquette op het linkergedeelte van de gedenksteen luidt: 

4 Commando Brigade 

British Liberation Army 

landde hier op 

1 Nov. 1944 

Om Het Eiland Te Bevrijden 

------------------------ 

4 Commando Brigade 

British Liberation Army 

landed here on 

1 Nov. 1944 

To Liberate The Island 

De tekst op het middengedeelte van de gedenksteen luidt: 

Op 3 en 29 Okt. 1944 werd deze Dijk 

Door Geallieerde Bommen Doorbroken 

Terwille van de Bevrijding van Walcheren 

Westkapelle werd Verwoest 

Walcheren door de Zee Overspoeld 

1 Nov. Landing de Geallieerden 

8 Nov. Walcheren Bevrijd 

3 Okt. 1945 Dijkgat Gedicht 

WALCHEREN KAN HERRIJZEN
De tekst op het rechtergedeelte onder het reliëf van de soldaat luidt: 

To the Greater Glory of 

God this Stone is Erected 

By the Royal Marines in 

Commemoration of the 

Landing of No 4 Commando 

Brigade at Westkapelle on 

1st November 1944 

## Locatie

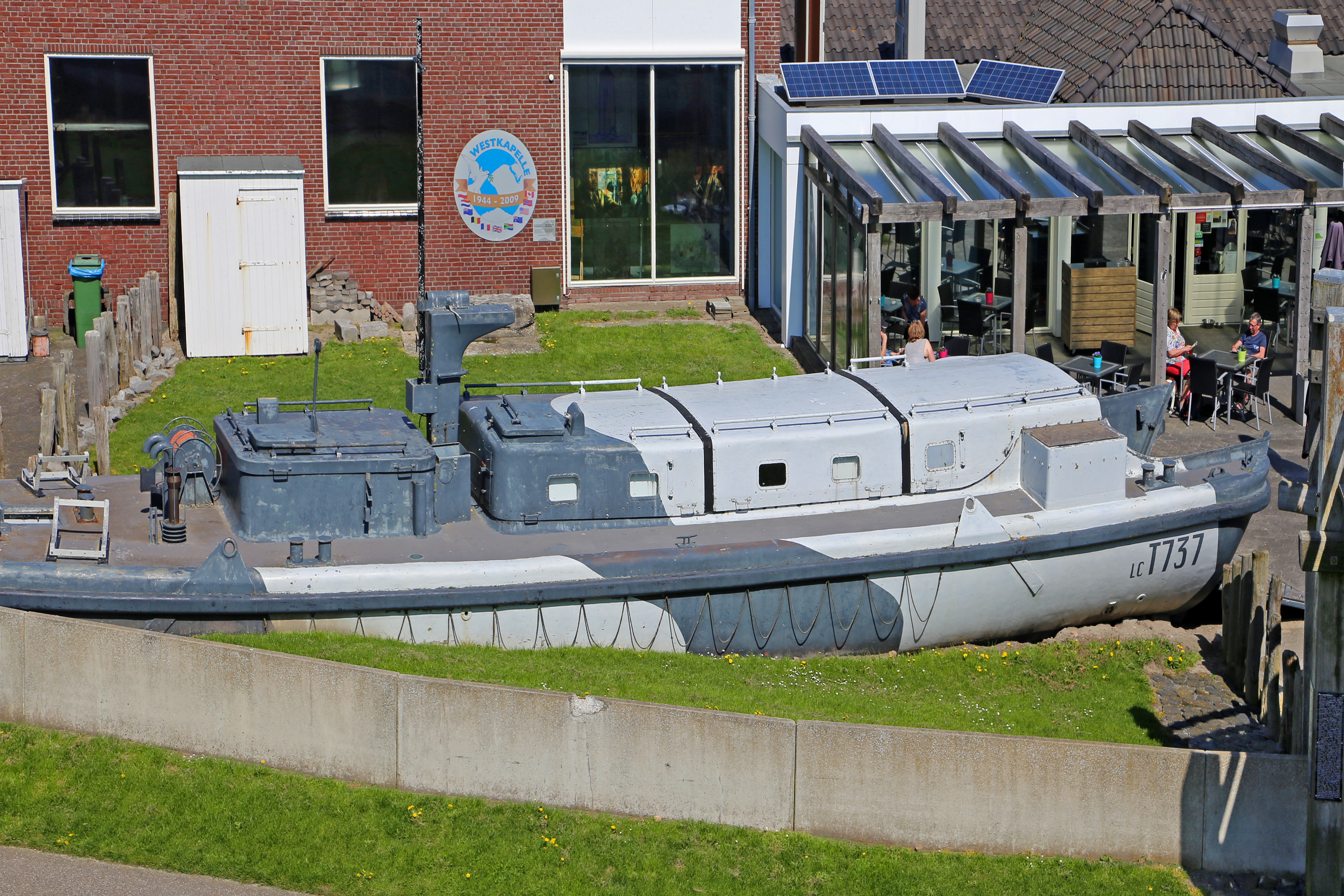
Landingsvaartuig in de museumtuin van het Polderhuis.

Het monument ligt bovenop de Westkappelse Zeedijk parallel aan het Polderhuis Westkapelle Dijk- en Oorlogsmuseum. Dit museum is gericht aan de gebeurtenissen in Westkapelle tijdens de strijd om en de Inundatie van Walcheren in oktober en november van 1944. Ook liggen er verschillende herdenkingsplaquettes op de dijk waar het monument is gesitueerd. Het monument is verbonden met het Polderhuis Westkapelle via de in 2010 gebouwde Liberty Bridge.
Onderaan de dijk, in de museumtuin van het Polderhuis is tevens een landingsvaartuig te vinden dat bedoeld is als representatief voor de tijdens de landingen bij Westkapelle gebruikte vaartuigen, maar feitelijk naoorlogs is.

## Geschiedenis

### Tijdens de Oorlog
De M4A4 Sherman Crab is een variant van de bekende M4 Sherman en was gespecialiseerd in het ruimen van mijnen. Deze was makkelijk te onderscheiden van andere M4-modellen door de ruimte die zich tussen de onderstellen bevindt. Andere versies van de M4 Sherman hadden onderstellen waarbij de ruimte tussen onderlinge assenstellen veel kleiner waren. Dit maakt de tank ook langer dan de standaarduitvoering van de M4 Sherman.  
De naam 'Crab' is omdat het een tank met mijnenruimer is, die op de voorkant van de M4A4 heeft gezeten; meerdere types Britse mijnenruimtanks waren genoemd naar schaaldieren. Deze uitrusting is na de oorlog van de tank afgehaald, waardoor nu enkel de tank zelf te bezichtigen is.  
De specifieke M4A4 die onderdeel uitmaakt van het monument, nam deel in de landingen bij Westkapelle, die onderdeel uitmaakten van Operatie Infatuate II. Samen met Operatie Infatuate I, de landingen bij Vlissingen, werd de Atlantikwall hierin succesvol doorbroken.
Operatie Infatuate begon in de nacht van 31 oktober op 1 november 1944 en had als doel Walcheren in te nemen, zodat de Westerschelde kon worden veiliggesteld. Dit zou de haven van Antwerpen veiligstellen als een logistiek aanvoerpunt voor toekomstige geallieerde ondernemingen. Voorafgaand aan de operatie werden de dijken bij Westkapelle doorbroken door bombardementen van de Royal Air Force (RAF) om Duitse posities op het eiland te verzwakken. De RAF slaagde er echter niet in om de kustbatterijen gelegen aan de Walcherse kust te vernietigen. Hierop werd besloten om landingen uit te voeren.  
Op 31 oktober vertrok Royal Navy T-Force vanuit Oostende met als eindbestemming Westkapelle. Een deel van deze strijdkracht bestond uit troepen van het 10. Inter-Allied Commando, waarvan Nederlandse, Belgische en Noorse eenheden meehielpen met de landingen bij Westkapelle. Het slagschip HMS Warspite en de kanonneerboten Erebus en Roberts namen tevens deel aan de operatie. Op 1 november, even na 10:00, wist het eerste LCT, landingsvaartuigen gemaakt om tanks mee te vervoeren, op de kust van Westkapelle te landen. Een van deze tanks was de M4A4 die nu onderdeel is van het monument. De tank raakte tijdens de landing beschadigd.
Sinds 1946 wordt er jaarlijks een herdenking gehouden op de dijk bij het Landingsmonument. Het was tijdens een van deze herdenkingen dat het idee van een landingsvaartuig werd geopperd, dat er uiteindelijk kwam in de vorm van het landingsvaartuig waarop de tekst „LCT737” geschilderd werd, verwijzend naar een vaartuig dat bij de landingen gefotografeerd is.

### Na de Oorlog
Na de oorlog heeft de tank een aantal jaar in het dorp zelf gestaan, en was dan voorbestemd om als oud ijzer verkocht te worden. Echter is door een aantal eigenaarswisselingen en verwarring die hierdoor ontstond, de tank gespaard gebleven. Wel is in deze tijd de tank enige malen verplaatst en schade berokkend door slopers.
In maart 1961 is de tank in bruikleen in handen van de Gemeente Westkapelle gekomen. Op instigatie van toenmalig burgemeester Theodoor de Meester, werd de tank behouden en werd er een oologsmonument van gemaakt.
Op 1 november 1961, tijdens de jaarlijkse herdenking, werd de tank officieel ingehuldigd als deel van het landingsmonument.
Tijdens de zware dijkversterkingen in de jaren 80, die de dijk op deltahoogte brachten, is de tank tijdelijk verplaatst naar de zuidkant van badstrand 't Gat.

#### Restauraties
De Tank is een aantal keer hersteld en opgeknapt, en is tweemaal grondig gerestaureerd. In 1994 door de bedrijfsschool van scheepsbouwer De Schelde in Vlissingen. De beplating op het motordeksel werd vernieuwd en nu met bouten vastgezet, en de tank heeft historisch incorrecte T54E1-rupsbanden gekregen. Het tweede wielstel aan de linkerkant is voorzien van een loopwiel model D52861 (concaaf) en een D78450 (convex); alle andere wielen zijn wel zoals ze origineel op de tank zaten.
In de loop van 2020 heeft Stichting Cultuurbehoud Westkapelle meerdere malen de gemeente Veere er op gewezen dat de tank stond weg te roesten. Uiteindelijk werd de tank op 8 december 2020 overgebracht naar een werkloods van Bevrijdingsmuseum Zeeland, waar hij gerestaureerd werd door vrijwilligers. In de ochtend van 18 oktober 2021 werd de tank weer terug op de dijk geplaatst. Net op tijd voor de jaarlijkse herdenking van 1 november.